# Cuisine d'Almeria
La cuisine d'Almeria ou gastronomie de la province d'Almeria est l'ensemble des préparations culinaires et des coutumes de la province d'Almería, en Espagne. La cuisine d'Almería est influencée gastronomiquement par la région de l'Alpujarra de Grenade et la cuisine murcienne.
En octobre 2018, Almería a été proclamée capitale espagnole de la gastronomie 2019.

## Ingrédients
La position de la province d'Almería, face à la mer Méditerranée, lui permet de proposer de nombreux plats à base de poisson. La région voisine de Murcie influence l'utilisation des piments,.

### Légumes et fruits
Le maraîchage d'Almería permet une abondance de ragoûts. Les casseroles de haricots verts, les ajos coloraos de las Cuevas de Almanzora (ail rouge des Cuevas de Almanzora). De même, nous pouvons inclure le caldo de pimentón ou caldo colorao (bouillon de paprika), la sopa moruna (soupe mauresque). Les pommes de terre ont différentes préparations comme les patatas bravas, en ajopolopollo ou avec des alioli ; d'autre part, la province partage avec Grenade (à travers l'Alpujarra et la Sierra Nevada) la préparation des patatas a lo pobre, qui dans les Alpujarras sont combinées avec du boudin noir, du chorizo et d'autres saucisses pour créer le plat alpujarreño ; tabirnas colorás (ragoût de pommes de terre avec des poivrons rouges, de l'oignon et de l'ail), ajoblanco, tabernero (sorte de ratatouille épicée), gachas tortas, migas de sémola, avec lequel la province partage avec Murcie la tradition de manger ce plat les jours de pluie ; et le ragoût de blé. D'autres légumes typiques sont : les blettes esparragadas ou esparragás. La Murcie voisine fait de l'arroz a banda un plat populaire. On trouve également à Fiñana la zaramandoña, une sorte de ratatouille que l'on mange pendant les fêtes de Saint-Sébastien, et à Vélez-Rubio, le riz à la dinde, que l'on mange habituellement à Noël.